# Atari 800

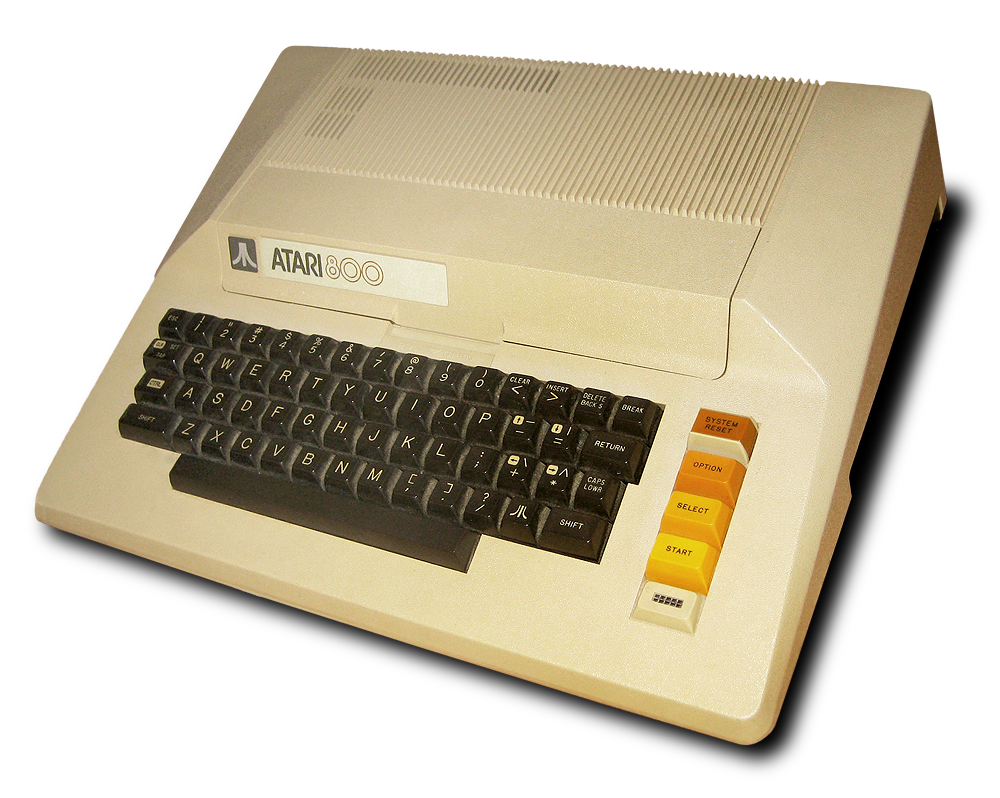
Atari 800.

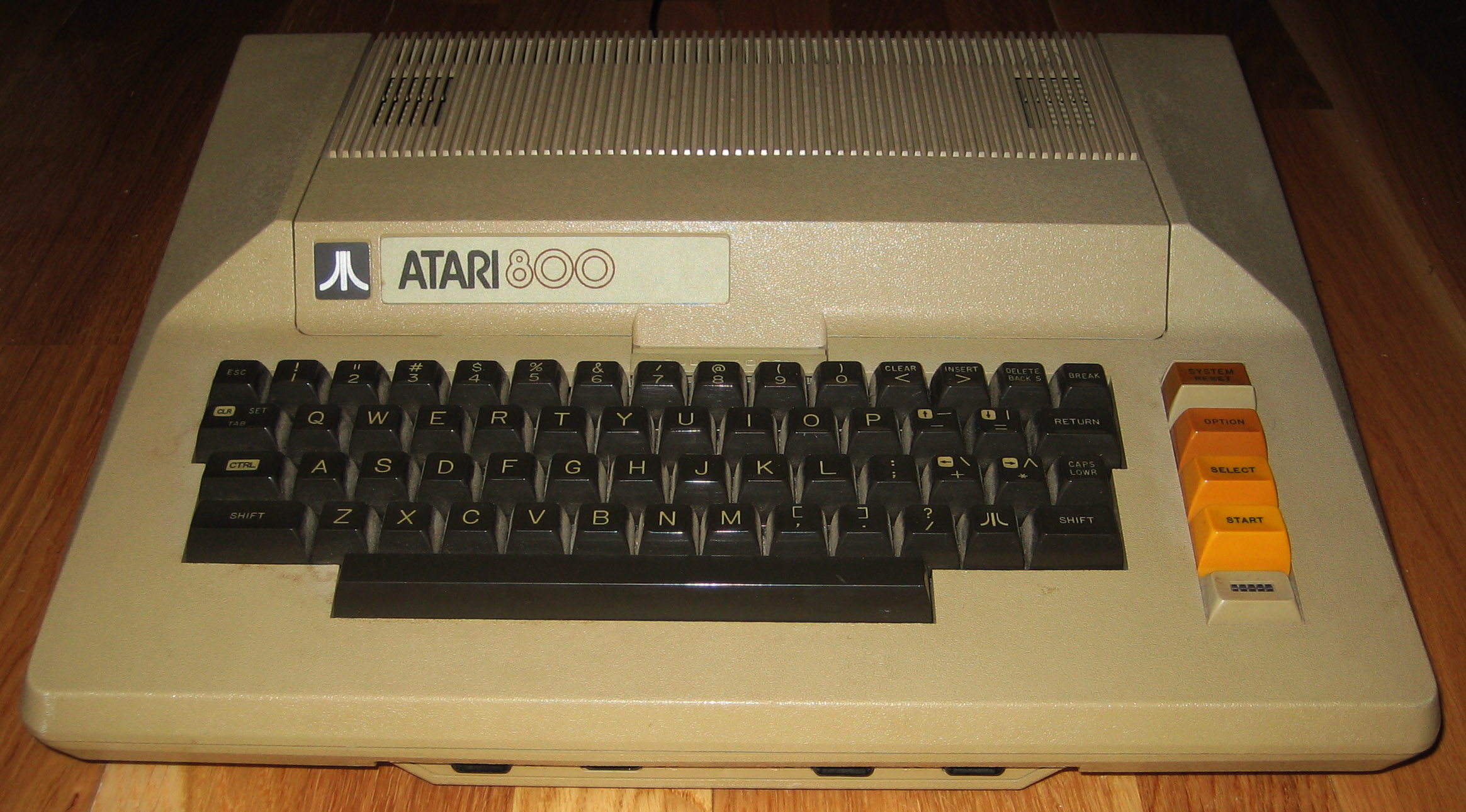
Atari 800 sedd framifrån.

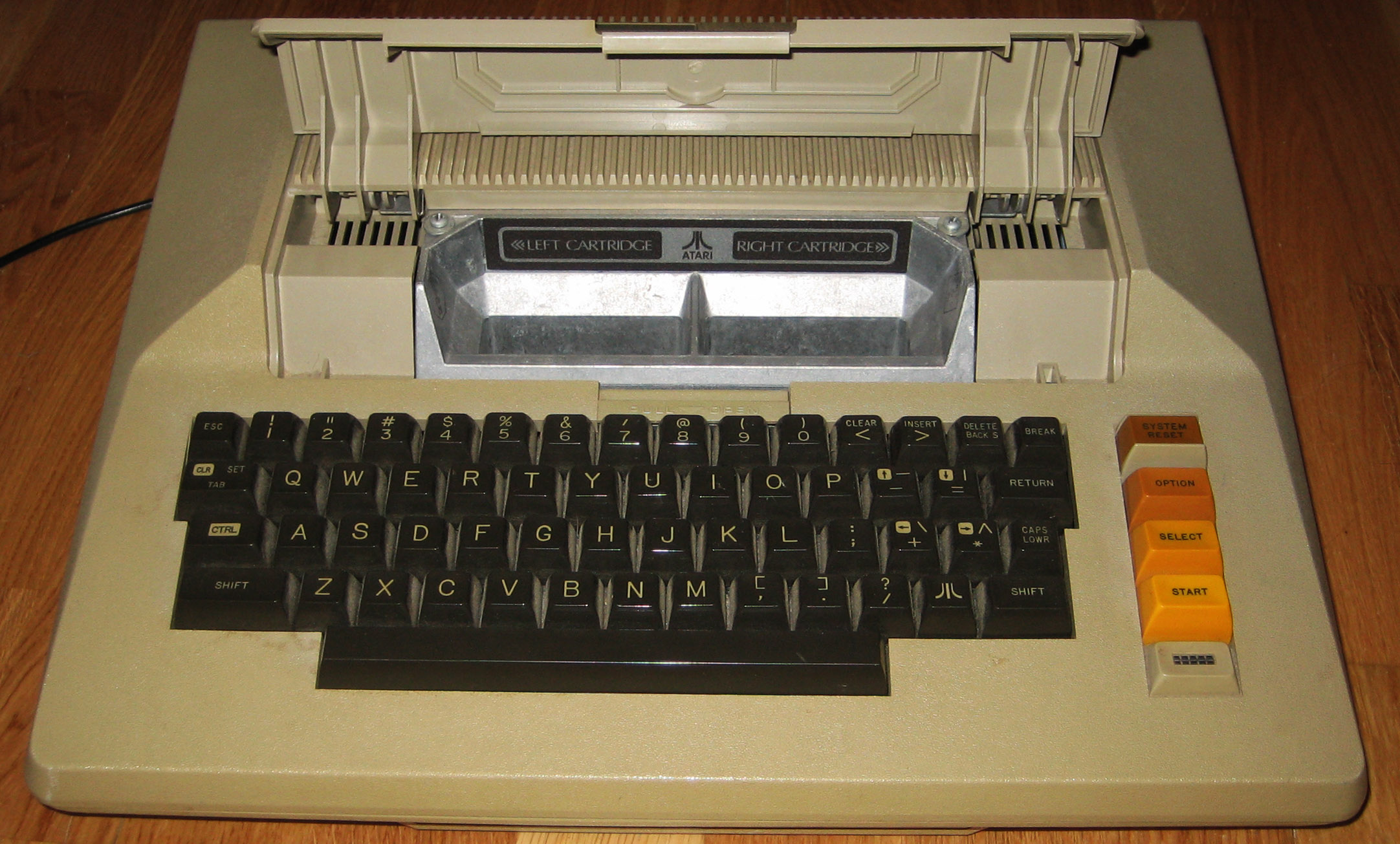
Atari 800 sedd framifrån med cartridgeluckan öppen.

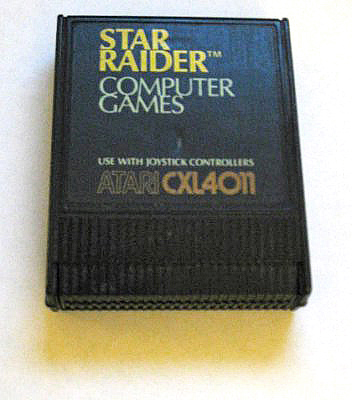
En ROM-cartridge med datorspelet ”Star Raider” för Ataris 8-bitarsdatorer.

Atari 800 är en 8-bitarsdator tillverkad av det amerikanska företaget Atari. Datorn var ursprungligen tänkt att säljas med 8 KiB RAM-minne men försågs slutligen med 16 KiB innan utvecklingen av datormodellen var färdig som en följd av fallande minnespriser.
Företaget Atari satsade 1978 på den växande hemdatormarknaden med de bägge modellerna Atari 400 och Atari 800, bägge baserade på en 8-bitars 6502-processor. Företagets mest framgångsrika 8-bitarshemdator blev Atari 800 XL, som dök upp 1983 som en direkt konkurrent till Jack Tramiels Commodore 64.
Datorn använder en 6502-processor. Datorn innehåller även ett antal hjälpkretsar kallade ANTIC, CTIA/GTIA, och POKEY.

## ANTIC
ANTIC är en processor som hanterar grafik som skall visas på skärmen. ANTIC hämtar data från det gemensamma minnet med hjälp av DMA utan att dess verksamhet stör den ordinarie systemprocessorn.

## CTIA/GTIA
CTIA/GTIA tar emot grafisk data från ANTIC och lägger på sprites innan den digitala informationen slutligen görs om till en analog videosignal.

## POKEY
POKEY hanterar tangentbord, ljud och seriell kommunikation med externa tillbehör.